# كواشا ملاوية
كواشا ملاوية هي العملة الوطنية في ملاوي والمعتمدة منذ عام 1971 بعد 7 سنوات من استقلالها عن المملكة المتحدة.وتنقسم الكواشا الملاوية إلى 100 تامبالا.

## علم أصل الكلمة
استخدم اسم الكوشا لأول مرة في زامبيا عندما أصدرت الكواشا الزامبية في عام 1968. وهي مشتقة من كلمة Chinyanja أو Chichewa من لغة الشيشيوا التي تعني «لقد بزغ»، بينما تترجم تامبالا إلى «الديك».

## العملات المعدنية
كانت العملات المعدنية الأولى التي أصدرت في عام 1971 من فئات واحدة واثنين وخمسة وعشرة وعشرين تامبالا. وفي عام 1986، أصدرت خمسين تامبالا وكوشا واحدة. في يناير 2007، ظهرت 5 و10 كواشا.

## الأوراق النقدية
في عام 1971، أصدرت أوراق نقدية مؤرخة في عام 1964 بفئات 50 تامبالا و1 و2 و10 كواشا. ثم 5 كواشا في عام 1973 عندما ألغيت 2 كواشا. ثم 20 كواشا في عام 1983. وطبعت أخر 50 تامبالا في عام 1986، وآخر 1 كواشا في عام 1992. وفي عام 1993، ظهرت 50 و100 كوشا، ثم تبعها 200 كواشا في عام 1995، و500 كواتشا في عامي 2001 و 2000.
| إصدار 1997 | إصدار 1997 | إصدار 1997 | إصدار 1997     | إصدار 1997                | إصدار 1997                       | إصدار 1997    |
| الصورة     | القيمة     | الأبعاد    | اللون الرئيسي  | الوصف                     | الوصف                            | تاريخ الطباعة |
| الصورة     | القيمة     | الأبعاد    | اللون الرئيسي  | الوجه                     | العكس                            | تاريخ الطباعة |
| ---------- | ---------- | ---------- | -------------- | ------------------------- | -------------------------------- | ------------- |
|            | 5 كواشا    | 126×63 ملم | أخضر           | جون تشيلمبوي [الإنجليزية] | هرس الحبوب                       | 1 يوليو 1997  |
|            | 10 كواشا   | 132×66 ملم | بني            | جون تشيلمبوي [الإنجليزية] | أطفال في المدرسة                 | 1 يوليو 1997  |
|            | 20 كواشا   | 138×69 ملم | بنفسجي         | جون تشيلمبوي [الإنجليزية] | قطف الشاي                        | 1 يوليو 1997  |
|            | 50 كواشا   | 144×72 ملم | أزرق           | جون تشيلمبوي [الإنجليزية] | قوس الاستقلال في بلانتير         | 1 يوليو 1997  |
|            | 100 كواشا  | 150×75 ملم | أحمر           | جون تشيلمبوي [الإنجليزية] | كابيتال هيل في ليلونغوي          | 1 يوليو 1997  |
|            | 200 كواشا  | 156×78 ملم | أزرق           | جون تشيلمبوي [الإنجليزية] | مبنى البنك الاحتياطي في ليلونغوي | 1 يوليو 1997  |
|            | 500 كواشا  | 162×81 ملم | متعددة الألوان | جون تشيلمبوي [الإنجليزية] | مبنى البنك الاحتياطي في بلانتير  | 1 ديسمبر 2001 |

وفقًا لمقال نشر في صحيفة Nyasa Times ‏ بتاريخ 9 مارس 2012، أعلن البنك الاحتياطي عن سلسلة جديدة كاملة من الأوراق النقدية، مع إصدار ورقة 1000 كواشا. وقد تقلص حجم الأوراق النقدية الجديدة، والتي كانت بمثابة إجراء لخفض التكاليف.
| إصدار 2012 | إصدار 2012 | إصدار 2012 | إصدار 2012 | إصدار 2012      | إصدار 2012                                                | إصدار 2012                       | إصدار 2012    |
| الصورة     | الصورة     | القيمة     | الأبعاد    | اللون الرئيسي   | الوصف                                                     | الوصف                            | تاريخ الطباعة |
| الصورة     | الصورة     | القيمة     | الأبعاد    | اللون الرئيسي   | الوجه                                                     | العكس                            | تاريخ الطباعة |
| الوجه      | العكس      | القيمة     | الأبعاد    | اللون الرئيسي   | الوجه                                                     | العكس                            | تاريخ الطباعة |
| ---------- | ---------- | ---------- | ---------- | --------------- | --------------------------------------------------------- | -------------------------------- | ------------- |
|            |            | 20         | 128×64 ملم | بنفسجي          | مقر البنك الاحتياطي في ليلونغوي؛ مخوسي امبلوا الثاني      | مبنى كلية دوماسي؛ كتب            | 23 مايو 2012  |
|            |            | 50         | 128×64 ملم | أزرق فاتح وأخضر | مقر البنك الاحتياطي في ليلونغوي؛ جوماني الثاني            | أفيال في منتزه كاسونجو الوطني    | 23 مايو 2012  |
|            |            | 100        | 128×64 ملم | أحمر            | مقر البنك الاحتياطي في ليلونغوي؛ جيمس فريدريك سانغالا     | كلية الطب في بلانتير؛ سماعة طبيب | 23 مايو 2012  |
|            |            | 200        | 132×66 ملم | أزرق وبنفسجي    | مقر البنك الاحتياطي في ليلونغوي؛ روز شيبامبو              | مبنى البرلمان الجديد في ليلونغوي | 23 مايو 2012  |
|            |            | 500        | 132×66 ملم | بني وبرتقالي    | مقر البنك الاحتياطي في ليلونغوي؛ جون تشيلبوي [الإنجليزية] | سد مولونجوزي في زومبا؛ حنفية ماء | 23 مايو 2012  |
|            |            | 1000       | 132×66 ملم | أخضر            | مقر اللبنك الاحتياطي في ليلونغوي؛ هاستينغز باندا          | صوامع ذرة مزوزو                  | 23 مايو 2012  |
|            |            | 2000       |            | أصفر            | خريطة مالاوي؛ جون تشيلبوي [الإنجليزية]                    | جامعة مالاوي للعلوم والتكنولوجيا | 1 يونيو 2016  |